# Роккафорте-Мондови
Роккафорте-Мондови (итал. Roccaforte Mondovì) — коммуна в Италии, располагается в регионе Пьемонт, в провинции Кунео.
Население составляет 2132 человека (2008 г.), плотность населения составляет 25 чел./км². Занимает площадь 84 км². Почтовый индекс — 12088. Телефонный код — 0174.
Покровителем коммуны почитается святой Маврикий, мученик, празднование 22 сентября.

## Демография
Динамика населения:

## Администрация коммуны
- Официальный сайт: https://web.archive.org/web/20081207064200/http://www.roccafortemondovi.info/